# Френч, Джон (хоккеист на траве)
Джон Колин Френч (англ. John Colin French, 26 июля 1946) — британский хоккеист (хоккей на траве), нападающий.

## Биография
Терри Грегг родился 26 июля 1946 года.
Играл в хоккей на траве за «Талс Хилл».
В 1972 году вошёл в состав сборной Великобритании по хоккею на траве на Олимпийских играх в Мюнхене, занявшей 6-е место. Играл на позиции нападающего, провёл 8 матчей, забил 1 мяч в ворота сборной Новой Зеландии.